# 理查德·M·克劳斯
理查德·M·克劳斯（英語：Richard Michael Krause，1925年1月4日—2015年1月6日）是一位美国医生、微生物学家和免疫学家，在1975至1984年间任美國國家過敏和傳染病研究所所长，之后担任过埃默里大學医学院院长等职位。